# Hjälmseryds distrikt
Hjälmseryds distrikt är ett distrikt i Sävsjö kommun och Jönköpings län. 
Distriktet ligger i sydvästra delen av kommunen.

## Tidigare administrativ tillhörighet
Distriktet inrättades 2016 och utgörs av socknen Hjälmseryd i Sävsjö kommun.
Området motsvarar den omfattning Hjälmseryds församling hade vid årsskiftet 1999/2000.